# Speyeria charlottii
Speyeria charlottii är en fjärilsart som beskrevs av Barnes 1897. Speyeria charlottii ingår i släktet Speyeria och familjen praktfjärilar. Inga underarter finns listade i Catalogue of Life.